# Едвардув (Білгорайський повіт)
Едвардув (пол. Edwardów) — село в Польщі, у гміні Білгорай Білґорайського повіту Люблінського воєводства. Населення — 44 особи (2011).

## Історія
За даними етнографічної експедиції 1869—1870 років під керівництвом Павла Чубинського, у селі переважно проживали римо-католики, меншою мірою — греко-католики, які розмовляли українською мовою.

## Демографія
Демографічна структура станом на 31 березня 2011 року:
|          | Загалом | Допрацездатний вік | Працездатний вік | Постпрацездатний вік |
| -------- | ------- | ------------------ | ---------------- | -------------------- |
| Чоловіки | 21      | 2                  | 19               | 0                    |
| Жінки    | 23      | 6                  | 13               | 4                    |
| Разом    | 44      | 8                  | 32               | 4                    |